# جهو
جهو (عبری: יֵהוּא‎؛ c. 882 BCE – c. 814 BCE) دهمین پادشاه پادشاهی شمالی اسرائیل از زمان یربعام اول بود.او پسر یوشافات، نوه نیمشی، و احتمالاً نبیره عمری بود،سلطنت او ۲۸ سال به طول انجامید.

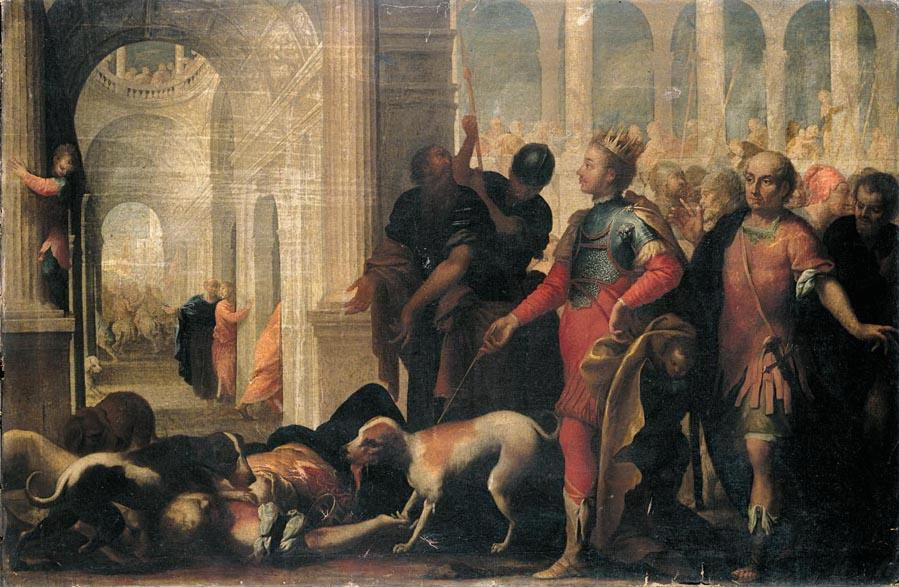
مجازات ملکه ایزابل توسط جهو

## سلطنت
دوران سلطنت سلف جهو، یورام، با نبرد راموت-جلعاد علیه ارتش آرامیان شناخته می شود. یورام مجروح شد و برای بهبودی به اسرائیل بازگشت. اخزیا، پادشاه یهودا، که برادرزاده او نیز بود،همراه خواهرش عتلیا حضور داشت. در همین حال، به گفته نویسنده کتاب پادشاهان، الیشع نبی به یکی از شاگردان خود دستور می دهد که به راموت-جلعاد برود و جهو را که در آن زمان فرمانده نظامی بود از یارانش جدا کند. در آنجا، او باید جهو را به عنوان پادشاه در اتاقی درونی مسح کند و به او توضیح دهد که باید به عنوان مأمور قضاوت الهی علیه خاندان آخاب عمل کند.  پس از آن، او فرار کرد. جیهو ابتدا دانش آموز را به عنوان "دیوانه" رد می کند، اما با این وجود به همراهانش در مورد مسح او می گوید. یارانش بعداً با شور و شوق در شیپورهای خود دمیدند و او را پادشاه خود اعلام کردند